# Ronco (rio)
Il Ronco è un impetuoso rio dell'Appennino bolognese orientale, il maggior affluente da sinistra del torrente Sillaro.
Nasce dal versante sud-orientale di Monte Grande (da quello settentrionale nascono invece i torrenti Quaderna e Gaiana), a circa 560 metri di altitudine. Scende tortuosamente in direzione est fino a versarsi, dopo un percorso di 4,6 km, nel Sillaro.
A differenza del vicino rio Sassuno, il rio Ronco ha una maggiore portata media e un letto molto più ampio, spesso a rischio di straripamenti.